# Железнодорожная ветка Мытищи — Пирогово
Железнодорожная ветка Мытищи — Пирогово — существовавшая в 1930—1997 гг. железная дорога протяжённостью 8 км, соединявшая станции Мытищи и Пирогово. Проходила по территории города Мытищи и Пироговского лесопарка в бывшем Мытищинском районе Московской области.
Ветка была однопутной, а с 1961 года — электрифицированной. Использовалась для пассажирского движения. На ветке были 3 остановочных пункта.

## История
Данная ветка была удобным способом связи района Пироговского водохранилища, одного из мест массового отдыха москвичей, с центром Москвы — прямые поезда ходили с Ярославского вокзала. До 1995 года в зимний период по рабочим дням, также курсировали дополнительные электропоезда до Мытищ, пользовавшиеся спросом у жителей посёлка Пироговский. Резкая автомобилизация в середине 1990-х годов привела к падению пассажиропотока, к тому же эту железнодорожную ветку пересекало несколько автомобильных дорог и многим не нравилось стоять перед закрытым шлагбаумом в ожидании прохода электрички. В 1995 году парность движения была сокращена до 4—5 пар электропоездов, а весной 1997 года на ветке остался один четырёхвагонный состав, который следовал от Мытищ до Пирогово. В июне 1997 года по решению МПС пассажирское движение на ветке было прекращено.

Ещё некоторое время на линии существовало незначительное грузовое движение. На платформе Пирогово, в одном из действовавших тупиков, в 1997—1999 годах изредка разгружали вагоны со стройматериалами. В 1999 году была снята контактная сеть, а весной 2000 года заасфальтирован переезд у платформы Пирогово. К лету 2001 года полный демонтаж путей был завершён. В 2000-х годах на месте самой станции Пирогово и окружавшей её аллеи вырос коттеджный микрорайон, территорию бывшей восточной горловины и части участка до Пироговского шоссе занял складской терминал, а на отрезке в лесопарке находилась просека, частично срытая в 2008 году. В 2019 году просека была наполовину вырублена для прокладки автодороги Пироговский - Тарасовка - Ярославское шоссе, к западу от Пироговского шоссе по обе стороны от насыпи бывшей железной дороги выросли два жилых комплекса, для которых насыпь превратилась в подобие межквартального бульвара.

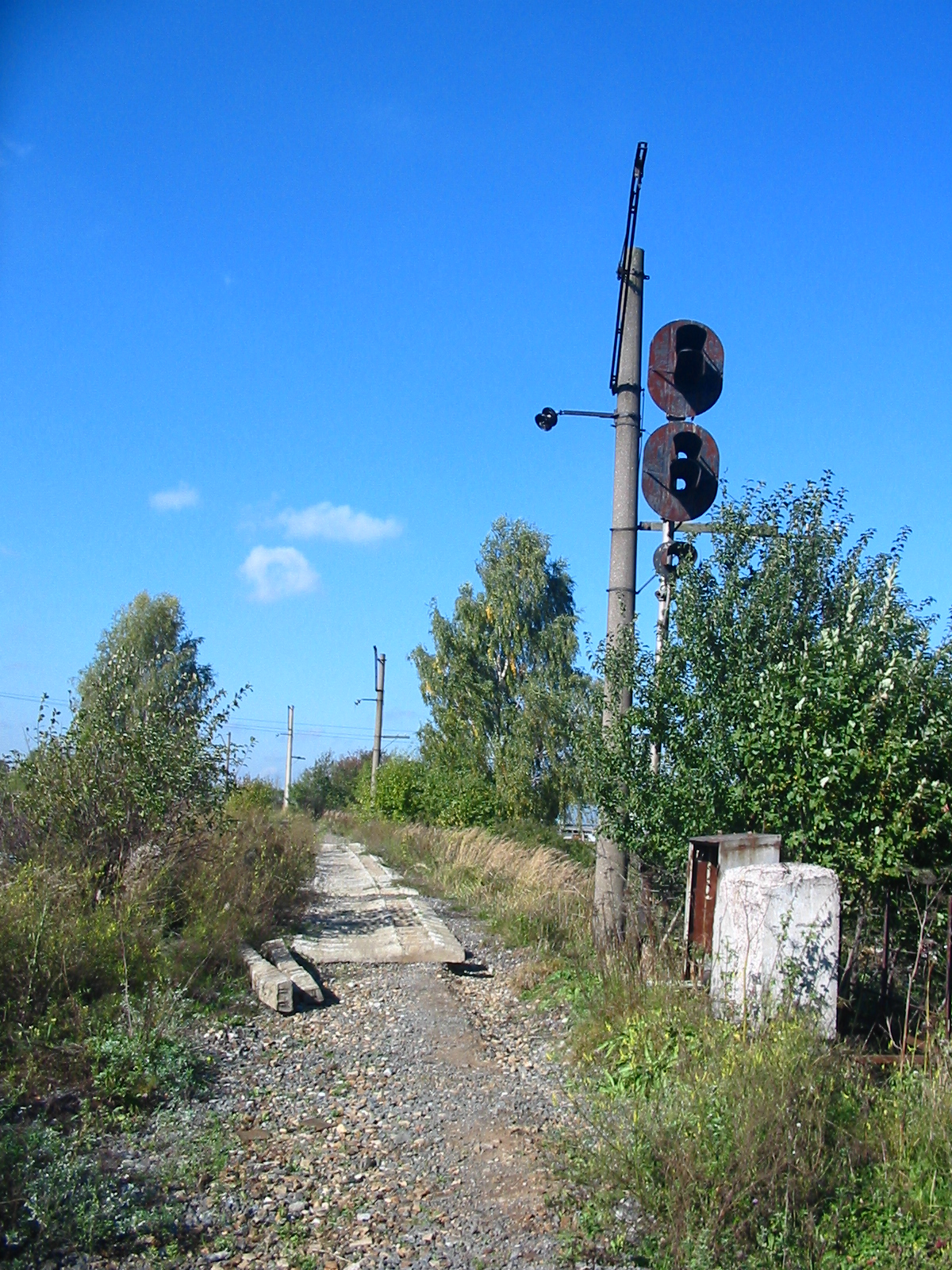
Станция Пирогово (2004)
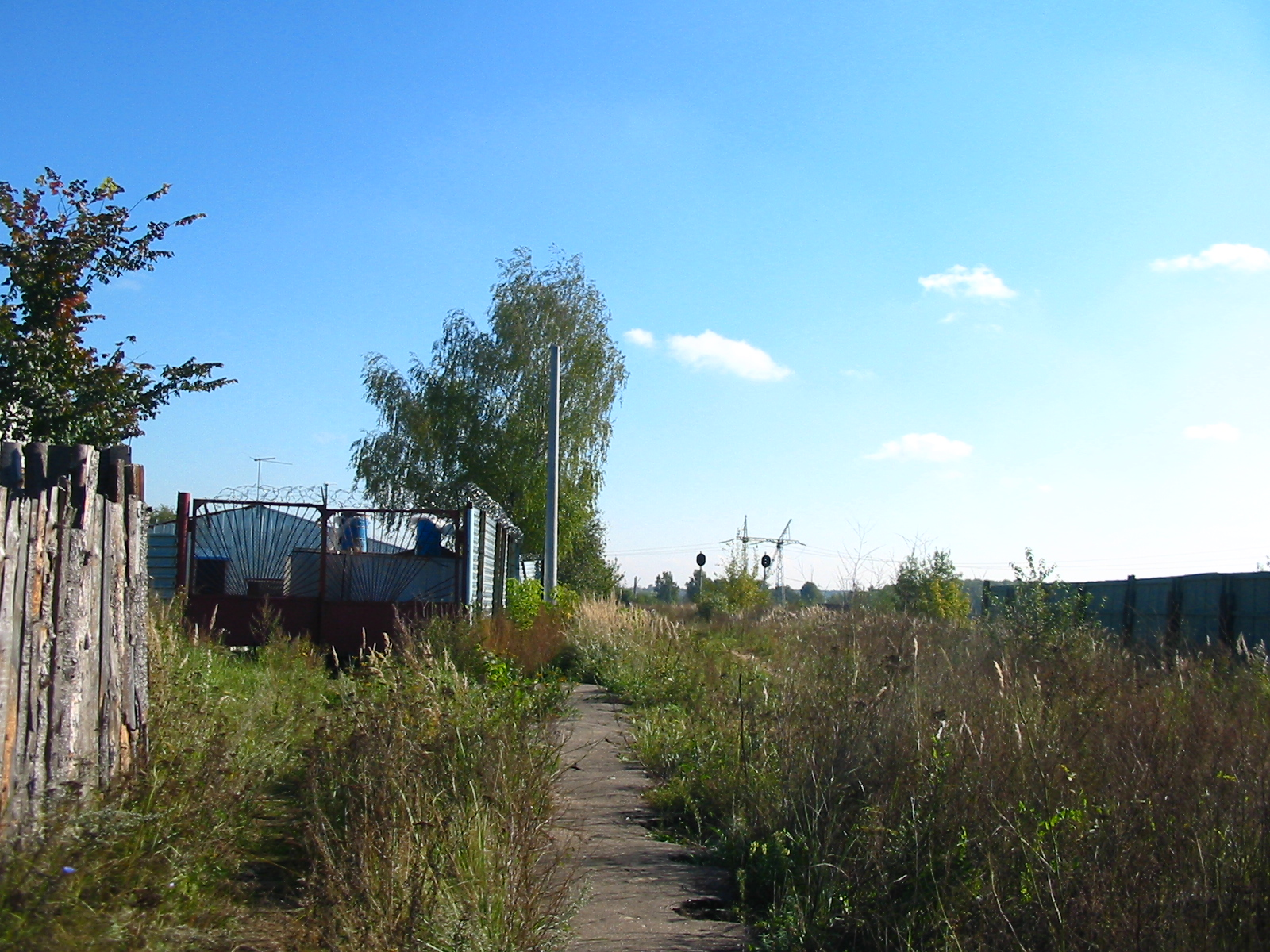
Станция Пирогово (2004)
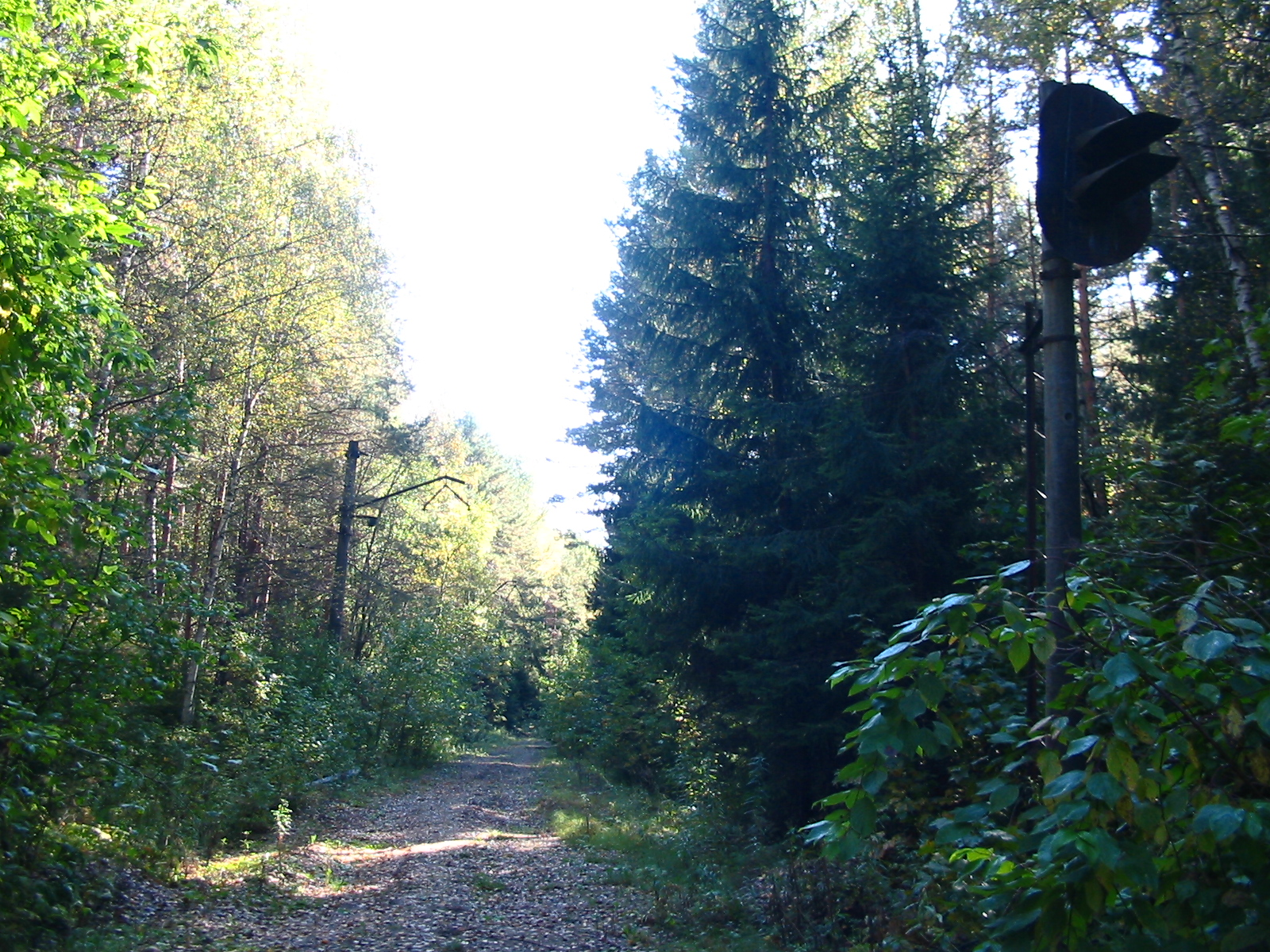
Трасса в лесу (2004)
Вид на перегон Мытищи — Мытищи-Северные (бывший участок Мытищи — Динамо) с переезда Силикатной улицы (2012)

## Остановочные пункты
- Мытищи (станция)
- Динамо (платформа Ярославского направления МЖД)
- Победа (платформа Ярославского направления МЖД)
- Пирогово (станция)

## Память
В память о разобранной железной дороге были названы ряд улиц в населённых пунктах городского округа Мытищи:
- В деревне Высоково на Пироговском шоссе — Железнодорожная улица, расположенная в нескольких сотнях метров от просеки Пироговского лесопарка, по которой пролегала насыпь.
- В посёлке Пироговский — Железнодорожная улица на выезде в сторону Москвы; Станционные улица и переулок, проложенные в коттеджной застройке на месте основной территории станции; поблизости от них находится автобусная остановка «Станция "Пирогово"» на пересечении Центральной и Совхозной улиц.